# Onthophagus mcclevei
Onthophagus mcclevei là một loài bọ cánh cứng trong họ Bọ hung (Scarabaeidae).